# ENMASA Alción
El motor Alción, va ser un motor fabricat per ENMASA, que havia d'equipar un avions fabricats a Espanya, però que mai van entrar en sèrie.
Encara que va començar a gestar-se en l'empresa que encara era ELIZALDE S.A., els va fabricar i provar ENMASA.

## Història
Durant el període de transició de la marca Elizalde a ENMASA en el transcurs de l'any 1951, és quan va néixer aquest motor, que en un principi, havia d'equipar els avions CASA C-202 "Halcón".
La seva denominació oficial era 7.E-CR15-275. Es tractava d'un motor de 7 cilindres en estrella, que a l'envol donava 275 CV, després la seva potència es reduïa a 250 CV, i el 1956 encara estava en estat de prototip.
En el llibre de referència, es veu una fotografia, d'un motor "Alción", col·locat amb el cigonyal vertical, per un test com a motor d'helicòpter.
Malauradament, l'avió mai va entrar en sèrie, pel que el motor, tampoc ho va fer.